# Боуден, Тим
Тимоти Гибсон Боуден (англ. Timothy Gibson Bowden, 2 августа 1937, Хобарт — 1 сентября 2024) — австралийский писатель, радио- и телеведущий, продюсер и устный историк. Он родился в Хобарте, Тасмания, и учился в Университете Тасмании, который окончил со степенью бакалавра гуманитарных наук.
Работа Боудена включала в себя ведение программы Backchat Australian Broadcasting Corporation (1986–1994), продюсирование This Day Tonight в 1970-х годах и создание отделения социальной истории на канале ABC. Среди других его работ — «Военнопленные: австралийцы под Японией» и 24-серийный сериал «Таим Билонг Маста: австралийские отношения с Папуа-Новой Гвинеей».
В 1990-х годах он снял несколько известных документальных фильмов об австралийских исследованиях в Антарктике.
Боуден умер 1 сентября 2024 года в возрасте 87 лет.

## Книги
- Changi Photographer[5]
- One Crowded Hour[6]
- The Backchat Book[7]
- The Way My Father Tells It – The Story of An Australian Life[8]
- Antarctica And Back in Sixty Days[9]
- The Silence Calling – Australians in Antarctica 1947–97[10]
- Penelope Goes West – On the Road from Sydney to Margaret River and Back[11]
- Penelope Bungles to Broome
- Spooling Through – An Irreverent Memoir
- This Can’t Happen to Me! – Tackling Type 2 Diabetes
- No Tern Unstoned – Musings at Breakfast
- The Devil in Tim – Travels in Tasmania
- Aunty’s Jubilee! – Celebrating 50 years of ABC-TV
- Down Under in the Top End – Penelope Heads North
- Stubborn Buggers
- Larrikins in Khaki – Tales of Irreverence and Courage from World War II Diggers

## Награды
- Орден Австралии, 1994[12]
- Медаль Столетия, 2001[13]
- Почётный доктор наук, Университет Тасмании, 1997